# Egor Vyaltsev
Egor Vyaltsev (en russe : Егор Иванович Вяльцев), né le 10 octobre 1985, à Voronej, dans la République socialiste fédérative soviétique de Russie (Union soviétique), est un joueur russe de basket-ball. Il évolue au poste d'arrière.

## Palmarès
- Champion d'Europe des - 20 ans 2005
- EuroCoupe 2012
- EuroCup Challenge 2006
- Vainqueur de la VTB United League et champion de Russie 2021-2022